# وشم قهوه‌ای
وشم قهوه‌ای (نام علمی: Crypturellus obsoletus) نام یک گونه از سرده دمچه‌پنهان‌ها است.